# Omicron (film)
Omicron este un film SF italian de comedie din 1963 regizat de Ugo Gregoretti. A intrat în competiție la a 24-a ediție a Festivalului de la Veneția.

## Prezentare
Un extraterestru (Omicron) preia corpul unui pământean pentru a afla totul despre planetă, astfel încât rasa lui să o poată cuceri. 

## Distribuție
- Renato Salvatori – Trabucco - Omicron
- Rosemary Dexter – Lucia
- Gaetano Quartararo – Midollo
- Mara Carisi – Mrs. Midollo